# Герб Радивилова
Герб Радиви́лова — офіційний символ міста Радивилів, районного центру Рівненської області, затверджений міською радою 16 квітня 1999 р.

## Опис
Герб являє собою зображення мисливського ріжка зі срібними перев'язками і чорним ремінцем як елементу родового герба князів Радзивіллів — у золотому полі, над ними синій сигль «Р». Герб уписано в декоративний картуш, увінчаний срібною міською короною, що свідчить про статус поселення.
Князі Радзівіли з початку XVI ст. використовували як родовий герб, наданий імператором Священної Римської Імперії Максиміліаном: у золотому полі чорний одноголовий орел, на грудях якого синій щиток з трьома чорно-золотими мисливськими ріжками. Після практики герботворення XV-XVIII ст. в гербах приватновласницьких містечок фігурували символи їх власників.
У володінні Радзивилів перебувало багато міст і містечок, для них вживали модифікації герба роду, інколи з додаванням елементів, наприклад: один мисливський ріжок (Копиль), ріжок і княжа корона (Клецьк), половина чорного орла (Несвіж), два мисливських ріжки (Олика) і тому подібне. Виходячи з цього принципу, для сучасного герба міста були використані кольори (золотий, чорний і синій) і елемент (мисливський ріжок) з родового герба, що повинно було вказувати на роль князів в історії міста. Зображення букви «Р» указує на назву поселення.

## Автори
Автори — А. Б. Гречило та Ю. П. Терлецький.